# Kontinentalbanan
Kontinentalbanan, även Kontinentbanan, är en järnväg mellan Malmö och Trelleborg. Den passerar Malmös östra delar och fortsätter på Söderslätt. Trafikverket räknar banan som en del av godsstråket genom Skåne. Sedan 2015 trafikerar Pågatågen med hållplatser i Östra Grevie och Västra Ingelstad, och sedan 2018 med hållplatser på Persborg, Rosengård och Östervärn.

## Historia
Anledningen till banan var en svensk-tysk överenskommelse år 1896 att upprätta reguljär ångfärjetrafik mellan Trelleborg och Sassnitz i Tyskland. Det fanns då, sedan tio år, en bana mellan Malmö och Trelleborg via Vellinge, Malmö–Trelleborgs Järnväg (MTJ). Dess största tillåtna hastighet, 25 km/h, innebar dock en alltför låg standard för en prestigefylld utlandsförbindelse med post-, gods- och persontrafik.
Kontinentalbanan byggdes av bolaget Malmö-Kontinentens Järnväg (MKontJ) med en för sin tid mycket hög banstandard, avsedd att inlemmas i landets stambanenät. Banan byggdes för en största tillåtna hastighet av 90 km/h, med en rälsvikt av 40 kg/meter. Men bangeometrin skulle i framtiden kunna medge en betydligt högre hastighet, i de få kurvorna med kurvradien 600 m dock begränsad till 115 km/h. Vid invigningen den 5 oktober 1898 var Malmö–Kontinentens Järnväg Sveriges bästa privatbana.
De ursprungliga stationerna var: Malmö C, Östervärn, Fosieby, Lockarp, Arrie, Månstorp, Slågarp, Skytts Vemmerlöv, Trelleborg nedre.
1909 sattes tågfärjor in mellan Trelleborg och Sassnitz. Banan förstatligades, och direkta vagnar sattes in från Oslo och Stockholm till Berlin och Hamburg. Trelleborgs ångfärjestation, från cirka 1925 kallad Trelleborg F, blev banans slutpunkt i söder. 
Kontinentalbanans anslutning till Malmö C flyttades 1915 från gatuspåret via gamla Östervärns station till en högbana ett par hundra meter norrut, med broar över vägarna för att inte hindra trafiken. År 1924 öppnades en direkt anslutning från den nya högbanan till Malmö godsbangård, så att tåg mot godsbangården, och potentiellt även tåg direkt till Västkustbanan och Södra stambanan, inte längre behövde byta riktning på säckstationen Malmö C. (Lundavägens hållplats blev därmed uppgraderad till station.)
Banan elektrifierades 1933.
1955, sedan Malmö V slopats, anslöts Ystadbanan till Malmö C via Kontinentalbanan. (Från 1957 på ett eget spår från Lundavägens station till Hindby, fram till Lönngatan parallellt med Kontinentalbanans.)
1970 lades infarten till Trelleborg om i en båge utanför staden. Därmed blev banan två kilometer längre och färjestationen den enda järnvägsstationen i Trelleborg.
1973 upphörde det mesta av den lokala persontrafiken. Ett dagligt tågpar fortsatte dock att gå till 1977.
1973 flyttades också Ystadbanans anslutning från Lönngatan till ett nyanlagt spår Fosieby–Kristineberg som fram till Lockarp gick parallellt med Kontinentalbanans spår. Malmö stad blev därmed kvitt banvallen mellan Södervärn och Oxie. Hela sträckan från Malmö godsbangård till Lockarp blev dubbelspårig 1999 inför öppnandet av Öresundsförbindelsen året därpå.
2011 öppnades en dubbelspårig förbindelse från Svågertorp till Lockarp. Därefter kunde pågatåg från Citytunneln fortsätta till Kontinentalbanan och Trelleborg.
Samma år (2011) upphörde SJ:s nattågstrafik till Berlin på grund av dålig lönsamhet. Under sommarsäsongerna 2012–2019 körde istället privata aktörer nattåg Stockholm–Trelleborg–Berlin.
Tågfärjelinen mellan Trelleborg och Sassnitz gick ur trafik år 2020.

## Trafik
Banan trafikeras av godståg till och från färjelinjen Trelleborg–Rostock samt på dess norra del av pågatåg på Malmöringen och dess södra del av pågatåg till den upprustade banhallen i Trelleborg.

### Malmöringen
Enligt ett avtal från 2010 mellan Malmö kommun och Skånetrafiken öppnades den 9 december 2018 en pågatågslinje som går runt Malmö i sträckningen:
Malmö C Övre–Östervärn–Rosengård–Persborg–Svågertorp–Hyllie–Triangeln–Malmö C Nedre
Mellan Malmö C och Fosieby går tågen på Kontinentalbanan. Förverkligandet av planerna på persontrafik försenades när det krävdes ett nytt tillstånd, och bullerskyddsåtgärder, sedan Kontinentalbanan hade blivit klassad som en godsbana.
Stationen i Rosengård byggdes ny till trafikstarten 2018.

## Standard
På delen Malmö C–Lockarp är banan dubbelspårig med största tillåtna hastighet 200 kilometer i timmen. Delen Lockarp–Trelleborg rustades upp innan persontrafiken till Trelleborg återupptogs. Den är enkelspårig med tre mötesspår och en största tillåtna hastighet om 160 km/h.

### Upprustning
Pågatågsstationen i Trelleborg har byggts i och vid den gamla banhallen vid Trelleborg Nedre, som är det gamla stationsläget för banorna till Lund och Rydsgård. 
Trafikverket har rustat upp banan samt byggt nya plattformar för persontrafiken längs sträckan Lockarp–Trelleborg, så att Skånetrafiken har kunnat börja köra tåg mellan Malmö och Trelleborg i halvtimmestrafik. De tre tidigare mötesstationerna Östra Grevie, Jordholmen (vid Västra Ingelstad) och Skytts Vemmerlöv har förlängts för att göra möten med godståg möjliga, och nya perronger för persontåg har byggts i Östra Grevie och Västra Ingelstad. Söder om Lockarp har banan anpassats för en största tillåtna hastighet av 160 kilometer i timmen. 
I den tilltänkta upprustningen ingick även ett tre kilometers dubbelspår närmast stationen i Trelleborg. Men det utgick ur projektet. Arbetet med upprustningen längs järnvägen startade 2012 och var färdigt i slutet av 2015.
Under 2027 planeras för byte av kontaktledning mellan Lockarp och Trelleborg. Från Fosieby till Trelleborg ska slipers och räler bytas ut.